# Ґлен Орбік
Ґлен Орбік (англ. Glen Orbik; 1963 — 11 травня 2015) — американський ілюстратор, відомий своїми повністю розмальованими обкладинками в м'якій обкладинці та коміксами, часто виконаними в стилі нуар.
У 1970-х роках Орбік і його мати переїхали в округ Дуглас, штат Невада. У 1981 році він закінчив середню школу Дугласа в Міндені, штат Невада. Він вивчав мистецтво в Каліфорнійському художньому інституті, який тоді розташовувався в Енсіно, пізніше в Калабасасі, штат Каліфорнія, а зараз розташований у Вестлейк-Віллідж. Він навчався під керівництвом засновника школи, ілюстратора кіно та реклами на пенсії Фреда Фікслера.
Зрештою Орбік зайняв заняття, коли Фікслер пішов з викладання та викладав малювання фігур після повернення з тривалої перерви. Його роботу порівнюють з Алексом Россом і Робертом МакГіннісом, і він був популярним учителем серед художників образотворчого мистецтва, коміксів та відеоігор. Останнім часом він працював над серією обкладинок у м'якій палітурці для серії романів «Важкі злочини».
Орбік проживав у Ван Найсі, Каліфорнія. Помер 11 травня 2015 року від раку.

## Праці

### Обкладинки
- Випуск Swimmer DVD/Blu-ray (цифрове відновлення)
- Новела Стівена Кінга «Біллі Блокада»[7]
- Роман Барбари Гемблі «Енні Стілярд і сад порожнечі: почесна людина»[8]
- Обкладинка до романів Стівена Кінга, «Хлопець з Колорадо» і «Країна розваг»[9][10]
- 25-те ювілейне видання роману Стівена Кінга «Воно»[11]
- Новела Джо Ленсдейла «Гієни: випадковість» і новела Леонарда[12]
- Новела Джо Р. Ленсдейла «Мертва мета»[13]
- Роман Джорджа Аксельрода «Шантажист»[14]

### Інші
- «Натхнення колекції образотворчого мистецтва Оз» (учасник)[15]